# Filmåret 1956

## Årets filmer

### A - G
- Baby Doll
- Bakom spegeln
- Bhowani - station i Indien
- Blånande hav
- Bus Stop
- De tio budorden
- Den dödes skugga
- Den tappre soldaten Jönsson
- Det femte offret
- Det är aldrig för sent
- En kyss före döden
- Ett dockhem
- Ett kungligt äventyr
- Falskt alibi
- Förföljaren
- Förbjuden värld
- Gatans kung

### H - N
- Han som älskade livet
- Häxan
- Jorden runt på 80 dagar
- Jätten
- Kalle Stropp, Grodan Boll och deras vänner
- Krig och fred
- Krut och kärlek
- Kulla-Gulla
- Lille Fridolf och jag
- Litet bo
- Mannen som visste för mycket
- Moln över Hellesta
- Nattbarn

### O - U
- Rasmus, Pontus och Toker [1]
- Ratataa
- Rätten att älska
- Sceningång
- 7 vackra flickor
- Sista paret ut
- Sjunde himlen
- Skorpan
- Skördemånad
- Sommarflickan
- Spelet är förlorat
- Suss gott
- Svanen
- Svart gris i Paris
- Swing it, fröken
- Sången om den eldröda blomman
- Te och sympati

### V - Ö
- Åsa-Nisse flyger i luften[2]

## Födda
- 3 januari – Mel Gibson, amerikansk-australisk skådespelare och regissör.
- 7 januari – David Caruso, amerikansk skådespelare.
- 17 januari – Carl Kjellgren, svensk skådespelare.
- 21 januari – Geena Davis, amerikansk skådespelare.
- 8 februari – Kjersti Holmen, norsk skådespelare.
- 17 februari – Anna von Rosen, svensk skådespelare.
- 28 februari – Guy Maddin, kanadensisk manusförfattare och filmregissör.
- 26 mars – Annika Brunsten, svensk skådespelare.
- 5 april – Anthony Horowitz, engelsk författare och manusförfattare.
- 7 april – Maria Johansson, svensk skådespelare.
- 9 april – Sándor Gáspár, ungersk skådespelare.
- 12 april – Andy Garcia, amerikansk skådespelare.
- 18 april – Eric Roberts, amerikansk skådespelare.
- 27 april – Kevin McNally, brittisk skådespelare.
- 30 april – Lars von Trier, dansk regissör.
- 19 maj – Kristian Petri, svensk regissör, manusförfattare, författare och kulturjournalist.
- 23 maj – Tomas Norström, svensk skådespelare.
- 26 maj – Kay Tinbäck, svensk skådespelare och scenograf.
- 26 juni – Chris Isaak, amerikansk rockmusiker, sångare, gitarrist och skådespelare.
- 28 juni – Eva Funck, svensk röstskådespelare och barnprogramledare i TV.
- 1 juli
  - Ulf Larsson, svensk skådespelare och programledare.
  - Alan Ruck, amerikansk skådespelare.
- 9 juli
  - Jörgen Düberg, svensk skådespelare.
  - Tom Hanks, amerikansk skådespelare.
- 11 juli – Maria Árnadóttir, svensk skådespelare.
- 31 juli – Michael Biehn, amerikansk skådespelare.
- 18 augusti – John Debney, amerikansk filmmusikkompositör.
- 10 september
  - Rikard Bergqvist, svensk skådespelare och manusförfattare.
  - Pierre Wilkner, svensk skådespelare.
- 11 september – Tony Gilroy, amerikansk manusförfattare och regissör.
- 16 september – Mickey Rourke, amerikansk skådespelare.
- 18 september – Tim McInnerny, brittisk skådespelare.
- 19 september – Ann Zacharias, svensk skådespelare och regissör.
- 26 september – Linda Hamilton, amerikansk skådespelare.
- 27 september – Lennart Jähkel, svensk skådespelare.
- 9 oktober
  - Marina Djuzjeva, rysk skådespelare.
  - John O'Hurley, amerikansk skådespelare.
- 13 oktober – Chris Carter, amerikansk regissör, manusförfattare och filmproducent.
- 17 oktober – Anne-Lie Rydé, svensk sångerska och skådespelare.
- 21 oktober – Carrie Fisher, amerikansk skådespelare och författare.
- 29 oktober – Babben Larsson, svensk skådespelare och komiker.
- 8 november – Richard Curtis, brittisk komiker, manusförfattare och filmproducent.
- 10 november – Peter Rangmar, svensk skådespelare, medlem av Galenskaparna/After Shave.
- 21 november – Terri Welles, amerikansk fotomodell och skådespelare.
- 27 november – William Fichtner, amerikansk skådespelare.
- 5 december – Peter Dalle, svensk skådespelare och regissör.
- 15 december – Kristin Kåge, svensk skådespelare och dansare.
- 22 december – Marie Rivière, fransk skådespelerska.

## Avlidna
- 9 mars – Anders de Wahl, 87, svensk skådespelare.
- 18 juni – Louise Carver, 87, amerikansk skådespelare.
- 27 juni – Ruth Weijden, 66, svensk skådespelare.
- 8 juli – Mona Mårtenson, 54, svensk skådespelare.
- 16 juli – Olof Winnerstrand, 80, svensk skådespelare.
- 1 augusti – Ragnar Ring, 74, svensk regissör, manusförfattare och romanförfattare.
- 16 augusti – Bela Lugosi, 73, ungersk-amerikansk skådespelare.
- 17 oktober – Elis Ellis, 77, svensk skådespelare, regissör, kompositör och manusförfattare.
- 18 november – Sonja Rolén, 60, svensk skådespelare och sångerska.

### Fotnoter
1. ↑  ”Astrid Lindgren”. http://www.astridlindgren.se/verken/filmerna/filmlista. Läst 21 mars 2011.
2. ↑  IMDB, läst 1 mars 2012